# 8-Hydroxychinolin
8-Hydroxychinolin, auch 8-Chinolinol, ist eine heterocyclische organische Verbindung, die sich vom Chinolin ableitet und zu den Phenolen zählt. Die Substanz ist ein Komplexbildner, der auch als Desinfektionsmittel, Antiseptikum und Antimykotikum verwendet wird.

## Eigenschaften
8-Hydroxychinolin ist eine weiße, geruchlose, brennbare feste Substanz, die bei Raumtemperatur nahezu unlöslich in Wasser ist. Die Verbindung besitzt sowohl basische als auch saure Eigenschaften. 8-Hydroxychinolin zersetzt sich unter Lichteinwirkung.

## Verwendung

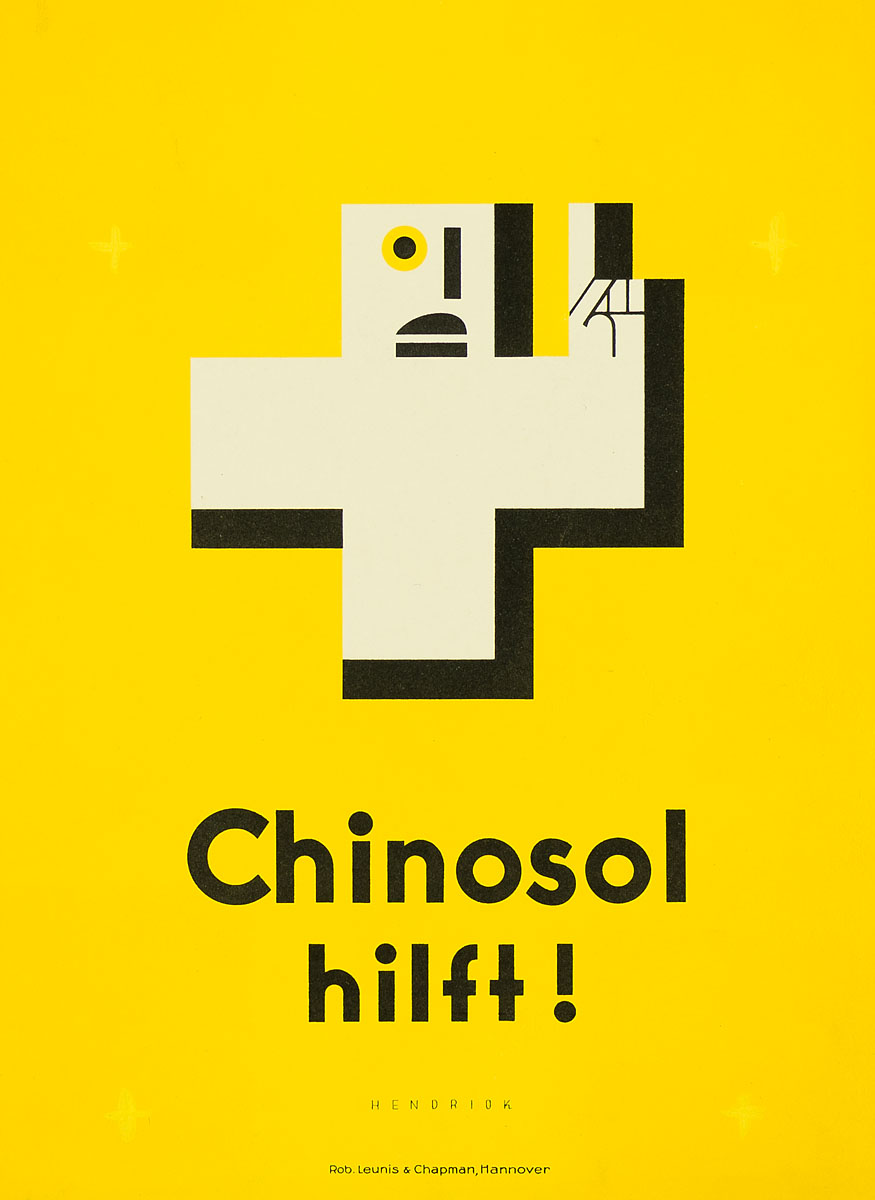
Plakat „Chinosol hilft!“, Entwurf von Fred Hendriok, ca. 1930–1935

8-Hydroxychinolin und seine Derivate wurden in der Vergangenheit als Mittel gegen Durchfall (Diarrhoe) eingesetzt.
Nach längerer hochdosierter Gabe von 8-Hydroxychinolinderivaten jedoch wurden in Japan im Jahr 1952 starke Nebenwirkungen beobachtet, die dann als SMON-Krankheit (subakute myelooptische Neuropathie oder Myelitis japonica) bezeichnet wurden. Symptome waren neuronale Ausfallserscheinungen, Blasen-, Mastdarm- und Sehstörungen.
Äußerlich angewendet dagegen fanden und finden 8-Hydroxychinolin und seine Derivate (z. B. das Sulfatsalz) weiter Gebrauch, u. a. als Mund- und Hautdesinfektionsmittel (Sulfachin, Chinosol, Cryptonol) sowie als Antimykotikum. Chinosol ist in Tablettenform aktuell nicht mehr erhältlich.
Im Gartenbau wird 8-Hydroxychinolin als Fungizid verwendet. Es kommt dabei zum Beispiel im Anbau von Wein, Tomaten und Hopfen zum Einsatz und wird gegen Grauschimmelfäule, Falschen Mehltau, Fusarien und Verticillium-Welke eingesetzt. Es wirkt dabei sowohl präventiv als auch kurativ. Der Wirkstoff ist in der Europäischen Union in Pflanzenschutzmitteln zugelassen. In vielen EU-Mitgliedstaaten, darunter auch in Österreich und Deutschland sind Pflanzenschutzformulierungen erhältlich, die 8-Hydroxychinolin enthalten. In der Schweiz ist der Wirkstoff nicht als Pflanzenschutzmittel zugelassen.
In der analytischen Chemie wird 8-Hydroxychinolin zur quantitativen Metallbestimmung speziell von Aluminium aber auch weiterer mehrwertiger Kationen verwendet.
Die Substanz wurde im Zweiten Weltkrieg als Stabilisator von Wasserstoffperoxid in einem Raketentreibstoff (T-Stoff) verwendet.

## Sicherheitshinweise
Im Tierversuch löst 8-Hydroxychinolin bei Kaninchen eine Hautreizung, Hornhauttrübung sowie eine Rötung der Bindehäute aus. Die Angaben zur Sensibilisierung (Auslösung von Allergien) sind teils widersprüchlich, halogenierte Derivate wirken jedoch belegt sensibilisierend. 3 g 8-Hydroxychinolin bewirkten bei einem Kind Zyanose, Atemnot, Krämpfe, Störungen der Leber- und Nierenfunktion, Lungenödeme, und massive innere Blutungen, die mit dem Tod des Kindes endeten. Die Gabe von 3 bis 6 g sollen bei vier Testpersonen nach Gabe einer Lösung des Hydrochlorids ähnliche Symptome ausgelöst haben, während neuere Studien diese Ergebnisse anzweifeln. Dieselben Symptome wurden jedoch bei Mäusen (Dosis 48 mg/kg) und Hunden (Gabe von mehr als 10 mg/kg) berichtet und verifiziert. Im Jahr 1952 wurde durch 8-Hydroxychinolinderivate in Japan die SMON-Krankheit ausgelöst (siehe Verwendung).

## Oxinate

Bindungsverhältnisse eines Oxinliganden im Aluminiumoxinatkomplex

Die komplexen Metallsalze des Oxins werden als Oxinate bezeichnet. Mit vielen zwei- und mehrwertigen Metallionen bildet 8-Hydroxychinolin in Wasser unlösliche Chelatkomplexe, so dass diese zur quantitativen Metallbestimmung verwendet werden können. Da die Oxinate bei verschiedenen pH-Werten unterschiedliche Löslichkeit besitzen, kann das Oxin auch zur Trennung verschiedener Kationen, etwa von Kupfer und Cadmium, eingesetzt werden.
Mit Aluminiumionen bildet sich das fluoreszierende Aluminium-tris(8-hydroxychinolin) (Alq3).

## Nachweis
In ammoniakalischer Lösung fällt mit Mg2+-Ionen eine schwerlösliche gelbgrünliche Komplexverbindung aus. Diese Reaktion ist geeignet, um Magnesiumionen von Alkalimetallionen zu trennen. Viele andere Schwermetallionen stören den Nachweis.